# Zdeněk Pospíšil (atlet)
Zdeněk Pospíšil (20. srpna 1924, Brno - 17. května 2009, Brno) byl československý sportovec, vícenásobný mistr republiky, grafik a architekt. V roce 1952 se zúčastnil letních olympijských her v Helsinkách ve dvou disciplínách. Nejlepšího výsledku zde dosáhl v mužské štafetě 4x100 metrů, kde se svým týmem skončil na 6. místě. V běhu na 100 metrů vypadl v rozběhu. Je spoluautorem Pavilonu Z na Brněnském výstavišti

## Sportovní kariéra
Svoji sportovní kariéru zahájil Zdeněk Pospíšil v roce 1940, kdy začal závodit za Sokol Královo Pole. O rok později přešel pod klub SK Moravská Slavia Brno, kde působil do roku 1945. Poté vystřídal několik dalších brněnských klubů (VS Brno, znovu Sokol Královo Pole, Včela Brno, Zbrojovka Brno). V letech 1951-52 běhal za armádní tým ATK Praha. V této době se stal držitelem československého rekordu v běhu na 100 metrů. V letech 1954 až 1956 pak v klubu Spartak Brno ZJŠ.

## Architektura
Po znovuotevření vysokých škol po válce začal studovat na Fakultě architektury a pozemního stavitelství tehdejší Vysoké školy technické Dra Edvarda Beneše v Brně. Studia dokončil v roce 1948, diplom však získal až o rok později kvůli neochotě vstoupit do strany. V letech 1949 až 1956 pracoval ve Stavoprojektu Brno jako vedoucí architekt. Poté získal místo v projekční kanceláři Brněnských veletrhů a výstav, kde setrval až do roku 1984. 

## Ocenění
- 2001 - diplom Mezinárodního olympijského výboru za propagaci sportu a olympijských myšlenek
- 2002 - sportovní síň slávy města Brna.[2]

Je držitelem ceny města Brna Za zásluhy.